# Maria Moroni
Maria Moroni (Foligno, 12 aprile 1975) è una pugile, avvocato e dirigente sportivo italiana, che detiene alcuni primati del pugilato femminile italiano.

## Carriera
Nel 2001 la Moroni è stata la prima donna tesserata come agonista dalla Federazione Pugilistica Italiana; il 21 luglio di quell'anno le è stata infatti consegnata la tessera n. 1 dal Presidente della FPI Franco Falcinelli, in occasione del primo incontro ufficiale disputato in Italia (a Castel Ritaldi) fra la Moroni e l'ungherese Angela Nagi sulla lunghezza delle quattro riprese da due minuti ciascuna; la pugile italiana ha vinto per k.o.t. alla terza ripresa.
Prima del tesseramento con la Federazione Pugilistica Italiana, la Moroni è stata tesserata con la federazione croata e con quella americana.
Nel 2002 Maria Moroni ha disputato e vinto il primo titolo europeo tra professioniste (versione E.B.U.), quando ancora titoli mondiali di pugilato femminile professionistico non esistevano. L'incontro, valevole per il primo titolo femminile professionistico europeo dei pesi piuma si è svolto il 2 agosto 2002 a Spoleto, avversaria la francese Nadia Debras.
Le due pugili si sono affrontate sulla lunghezza delle 10 riprese di due minuti l'una; l'incontro si è concluso con la vittoria ai punti della Moroni.
In seguito Maria Moroni ha difeso il titolo europeo per 3 volte.
È anche la prima pugile-donna ad esser stata eletta consigliere federale F.P.I.(in quota atleti) dopo la modifica dello statuto federale.
Dal 2009 è dirigente sportivo della Federazione Pugilistica Italiana, è stata eletta consigliere federale in occasioni della XXXV Assemblea Elettiva Nazionale F.P.I. per il quadriennio olimpico 2009-2012 del 14 marzo 2009 a Chianciano Terme.
Successivamente dal pugilato si è presa " una pausa di riflessione". si è tesserata con la società di serie A di atletica leggera " Camelot" di Milano diventando, così, anche una lanciatrice del disco e nel frattempo ha terminato gli studi universitari in giurisprudenza (vecchio ordinamento).
Ha iniziato una carriera professionale: ha terminato il praticantato forense ed attualmente è impegnata anche in collaborazioni con alcune redazioni giornalistiche e telegiornalistiche.